# Mise en portefeuille
 (novembre 2014).
Si vous disposez d'ouvrages ou d'articles de référence ou si vous connaissez des sites web de qualité traitant du thème abordé ici, merci de compléter l'article en donnant les références utiles à sa vérifiabilité et en les liant à la section « Notes et références ».

Animation d'une mise en portefeuille.

Une mise en portefeuille ou, improprement, une mise en ciseaux désigne le pliage d'un véhicule articulé (la remorque se replie contre le tracteur) de telle sorte qu'il ressemble à l'angle aigu formé par un portefeuille replié. Si un tracteur routier et sa remorque dérapent, la remorque peut pousser le tracteur de telle sorte qu'il se retourne et finisse en position inversée. 

## Causes
Ce type d'accident peut être causé par une défaillance d'équipement, un mauvais freinage, ou des conditions météorologiques défavorables comme la présence de glace sur la surface de la route. Dans des circonstances extrêmes, un conducteur peut délibérément effectuer une mise en portefeuille de la semi-remorque pour tenter d'arrêter le véhicule après avoir constaté l’inefficacité d'opération du système de freinage pneumatique.
Quand un véhicule articulé est en « portefeuille », la cabine est orientée dans la direction opposée à la remorque. Comme tel, il est impossible pour le tracteur (qui contient le moteur) de se déplacer et le véhicule est immobilisé. Lorsqu'un camion est mis en portefeuille, il finit généralement par stopper perpendiculairement aux voies d'une route et, comme il ne peut plus bouger, ce type d'accident peut causer une congestion routière importante voire un carambolage surtout si la visibilité est faible (brouillard, pluie, etc..).
Si la remorque tractée est lourde et que le tracteur ralentit trop vite par rapport au ralentissement de la remorque, la mise en portefeuille peut survenir plus facilement, car la remorque pousse le tracteur en virage, et celui-ci dérape d'un côté ou de l'autre en suivant la courbe. Si le chauffeur est expérimenté et qu'il a suffisamment de temps pour manœuvrer, il peut réussir à réaligner le tracteur et la remorque afin d'éviter un accident.
La remorque qui obstrue soudainement les voies lors de la mise en portefeuille peut suffire à causer un grave accident par la collision des automobiles avec le semi-remorque. Un exemple est celui survenu en Gironde à Puisseguin le 23/10/2015 dans un virage qui a été suivi d'un incendie, faisant 43 morts et 8 blessés.
Il est très rare, voire impossible, que ce type d'accident arrive en ligne droite.

## Véhicules sensibles à la mise en portefeuille
Tout véhicule avec une remorque est susceptible d’être mis en "portefeuille", cependant plus le poids du tracteur est proche ou plus faible que celui de la remorque, plus le risque est important[réf. nécessaire]. Les principaux véhicules susceptibles d’être mis en porte-feuille sont:
- Les automobiles légères qui tirent une caravane, encore plus sans dispositifs stabilisateurs[2] ;
- Les semi-remorques.
- Les bus articulés

## Dispositif antidérapage
Un ordinateur de bord peut être utilisé pour contrôler la stabilité de la semi-remorque et ainsi éviter un renversement : ce type de système, un dispositif qui limite l'angle d'une remorque qui pourrait déraper, a un succès très limité. Par contre, il y a un système qui a beaucoup plus de succès, et consiste en la mise en place d'équipement de freinage antiblocage sur les tracteur et remorque. Ces appareils ont été conçus à l'origine pour les avions dans les années 1950[réf. nécessaire]. Les freins antiblocage ont considérablement réduit le nombre d'accidents de véhicules lourds, avec un répartiteur électronique de freinage qui fait varier la pression pour les freins arrière en fonction du chargement ou lors d'un freinage, ce qui améliore le contrôle du véhicule pour le conducteur.
Les tracteurs routiers sont parfois munis d'un levier dans la cabine pour faire fonctionner les freins de la remorque. Le véhicule peut être ralenti ou arrêté en utilisant les freins de la remorque seuls. Théoriquement, ce type d'opération constitue un moyen de prévenir la mise en portefeuille, mais il tend à disparaître. La raison en est que ce système peut lui-même être la cause de la mise en portefeuille. L'utilisation fréquente des freins de la seule remorque les fait surchauffer et les use, tandis que les freins du tracteur restent froids. En cas d'arrêt d'urgence, le conducteur freine brutalement et le camion est mis en portefeuille parce que les freins du tracteur se verrouillent tandis que ceux de la remorque sont devenus inefficaces. Une alternative à un levier de frein de remorque dans la cabine est d'équiper la remorque avec un système de freinage électromagnétique.